# مشتا

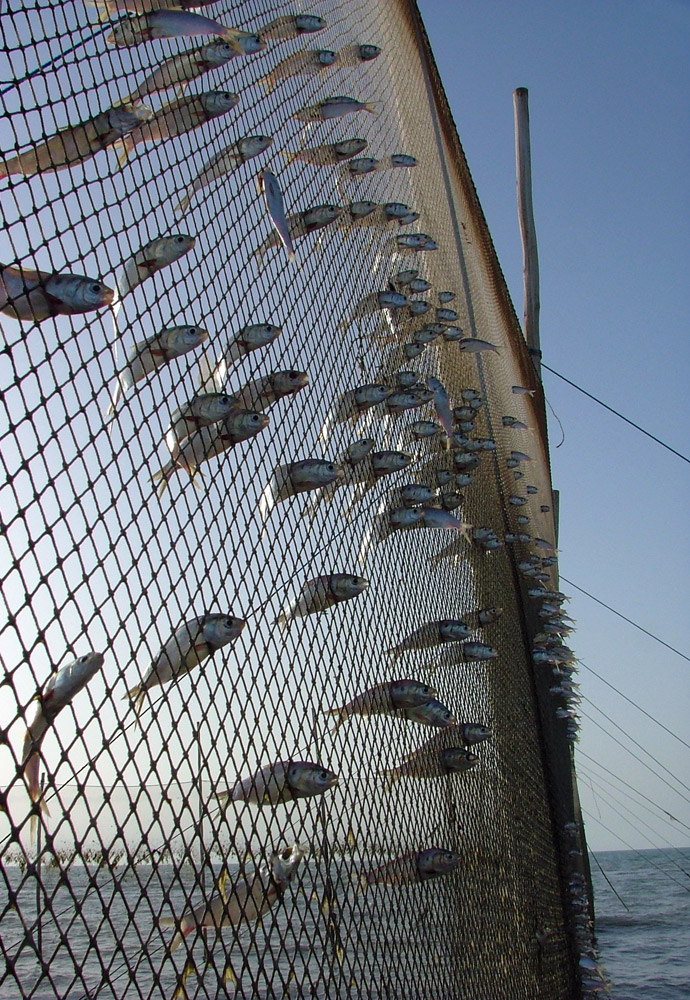
مُشتا در ساحل بندرعباس

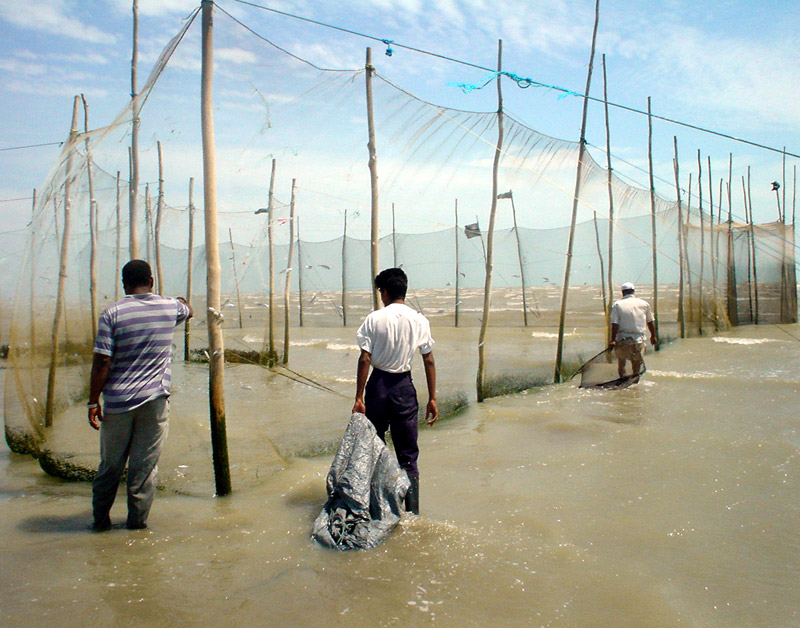
مُشتا در ساحل بندرعباس

مُشتا نوعی روش صید سنتی آبزیان در هرمزگان و بوشهر در جنوب ایران است. این نوع صید با استفاده از جزر و مد انجام می‌شود.
در این روش چوب‌هایی در ساحل کار گذاشته شده و با استفاده از تور حصاری ایجاد می‌شود، که هنگام بالا آمدن آب تعدادی آبزی وارد آن شده و با پایین رفتن آب، آبزیان داخل آن به وسیله صاحبان مشتاها صید می‌شوند.
این نوع صید در اکثر سواحل استان هرمزگان و بوشهر انجام می‌شود.
قرار است روش صید مُشتا در فهرست میراث فرهنگی کشور ثبت ملی شود.